# Oscar 2013
Cea de-a 85-a ediție a Premiilor Academiei Americane de Film a avut loc în ziua de 24 februarie 2013 la Dolby Theatre din Hollywood, California. Pentru prima dată din 1972, nominalizările au fost anunțate de gazda Premiilor Oscar, Seth MacFarlane, care a avut-o alături pe actrița Emma Stone.

## Câștigători și nominalizări
Câștigătorii sunt afișați primii, evidențiați cu font îngroșat și indicați cu .
| Best Picture - Argo – Grant Heslov, Ben Affleck și George Clooney - Amour – Margaret Menegoz, Stefan Arndt, Veit Heiduschka și Michael Katz - Beasts of the Southern Wild – Dan Janvey, Josh Penn și Michael Gottwald - Django Unchained – Stacey Sher, Reginald Hudlin și Pilar Savone - Les Misérables – Tim Bevan, Eric Fellner, Debra Hayward și Cameron Mackintosh - Life of Pi – Gil Netter, Ang Lee și David Womark - Lincoln – Steven Spielberg and Kathleen Kennedy - Silver Linings Playbook – Donna Gigliotti, Bruce Cohen și Jonathan Gordon - Zero Dark Thirty – Mark Boal, Kathryn Bigelow și Megan Ellison | Best Director - Ang Lee – Life of Pi - Michael Haneke – Amour - Benh Zeitlin – Beasts of the Southern Wild - Steven Spielberg – Lincoln - David O. Russell – Silver Linings Playbook |
| Best Actor - Daniel Day-Lewis – Lincoln – Abraham Lincoln - Bradley Cooper – Silver Linings Playbook – Patrick "Pat" Solitano, Jr. - Hugh Jackman – Les Misérables – Jean Valjean - Joaquin Phoenix – The Master – Freddie Quell - Denzel Washington – Flight – William "Whip" Whitaker, Sr. | Best Actress - Jennifer Lawrence – Silver Linings Playbook – Tiffany Maxwell - Jessica Chastain – Zero Dark Thirty – Maya - Emmanuelle Riva – Amour – Anne Laurent - Quvenzhané Wallis – Beasts of the Southern Wild – Hushpuppy - Naomi Watts – The Impossible – Maria Bennett |
| Best Supporting Actor - Christoph Waltz – Django Unchained – Dr. King Schultz - Alan Arkin – Argo – Lester Siegel - Robert De Niro – Silver Linings Playbook – Patrizio "Pat" Solitano, Sr. - Philip Seymour Hoffman – The Master – Lancaster Dodd - Tommy Lee Jones – Lincoln – Thaddeus Stevens | Best Supporting Actress - Anne Hathaway – Les Misérables – Fantine - Amy Adams – The Master – Margaret "Peggy" Dodd - Sally Field – Lincoln – Mary Todd Lincoln - Helen Hunt – The Sessions – Cheryl Cohen-Greene - Jacki Weaver – Silver Linings Playbook – Dolores Solitano |
| Best Original Screenplay - Django Unchained – Quentin Tarantino - Amour – Michael Haneke - Flight – John Gatins - Moonrise Kingdom – Wes Anderson and Roman Coppola - Zero Dark Thirty – Mark Boal | Best Adapted Screenplay - Argo – Chris Terrio din The Master of Disguise by Antonio J. Mendez and The Great Escape by Joshuah Bearman - Beasts of the Southern Wild – Lucy Alibar and Benh Zeitlin din Juicy and Delicious by Lucy Alibar - Life of Pi – David Magee din Life of Pi by Yann Martel - Lincoln – Tony Kushner din Team of Rivals: The Political Genius of Abraham Lincoln by Doris Kearns Goodwin - Silver Linings Playbook – David O. Russell din The Silver Linings Playbook by Matthew Quick |
| Best Animated Feature - Brave – Mark Andrews and Brenda Chapman - Frankenweenie – Tim Burton - ParaNorman – Sam Fell and Chris Butler - The Pirates! Band of Misfits – Peter Lord - Wreck-It Ralph – Rich Moore | Best Foreign Language Film - Amour (Austria) in French – Michael Haneke - Kon-Tiki (Norway) in English and Norwegian – Joachim Rønning and Espen Sandberg - No (Chile) in Spanish – Pablo Larraín - A Royal Affair (Denmark) in Danish – Nikolaj Arcel - War Witch (Canada) in French – Kim Nguyen |
| Best Documentary – Feature - Searching for Sugar Man – Malik Bendjelloul and Simon Chinn - 5 Broken Cameras – Emad Burnat and Guy Davidi - The Gatekeepers – Dror Moreh, Philippa Kowarsky și Estelle Fialon - How to Survive a Plague – David France and Howard Gertler - The Invisible War – Kirby Dick and Amy Ziering | Best Documentary – Short Subject - Inocente – Sean Fine and Andrea Nix Fine - Kings Point – Sari Gilman and Jedd Wider - Mondays at Racine – Cynthia Wade and Robin Honan - Open Heart – Kief Davidson and Cori Shepherd Stern - Redemption – Jon Alpert and Matthew O'Neill |
| Best Live Action Short Film - Curfew – Shawn Christensen - Asad – Bryan Buckley and Mino Jarjoura - Buzkashi Boys – Sam French and Ariel Nasr - Death of a Shadow (Dood Van Een Schaduw) – Tom Van Avermaet and Ellen De Waele - Henry – Yan England | Best Animated Short Film - Paperman – John Kahrs - Adam and Dog – Minkyu Lee - Fresh Guacamole – PES - Head over Heels – Timothy Reckart and Fodhla Cronin O'Reilly - The Longest Daycare – David Silverman |
| Best Original Score - Life of Pi – Mychael Danna - Anna Karenina – Dario Marianelli - Argo – Alexandre Desplat - Lincoln – John Williams - Skyfall – Thomas Newman | Best Original Song - "Skyfall" din Skyfall – Adele Adkins and Paul Epworth - "Before My Time" din Chasing Ice – J. Ralph - "Everybody Needs a Best Friend" din Ted – Walter Murphy and Seth MacFarlane - "Pi's Lullaby" din Life of Pi – Mychael Danna and Bombay Jayashri - "Suddenly" din Les Misérables – Claude-Michel Schönberg, Herbert Kretzmer și Alain Boublil |
| Best Sound Editing - Skyfall – Per Hallberg and Karen Baker Landers - Zero Dark Thirty – Paul N. J. Ottosson - Argo – Erik Aadahl and Ethan Van der Ryn - Django Unchained – Wylie Stateman - Life of Pi – Eugene Gearty and Philip Stockton | Best Sound Mixing - Les Misérables – Andy Nelson, Mark Paterson și Simon Hayes - Argo – John Reitz, Gregg Rudloff și Jose Antonio Garcia - Life of Pi – Ron Bartlett, D. M. Hemphill și Drew Kunin - Lincoln – Andy Nelson, Gary Rydstrom și Ronald Judkins - Skyfall – Scott Millan, Greg P. Russell și Stuart Wilson |
| Best Production Design - Lincoln – Rick Carter and Jim Erickson - Anna Karenina – Sarah Greenwood and Katie Spencer - The Hobbit: An Unexpected Journey – Dan Hennah, Ra Vincent și Simon Bright - Les Misérables – Eve Stewart and Anna Lynch-Robinson - Life of Pi – David Gropman and Anna Pinnock | Best Cinematography - Life of Pi – Claudio Miranda - Anna Karenina – Seamus McGarvey - Django Unchained – Robert Richardson - Lincoln – Janusz Kamiński - Skyfall – Roger Deakins |
| Best Makeup and Hairstyling - Les Misérables – Lisa Westcott and Julie Dartnell - Hitchcock – Howard Berger, Peter Montagna și Martin Samuel - The Hobbit: An Unexpected Journey – Peter Swords King, Rick Findlater și Tami Lane | Best Costume Design - Anna Karenina – Jacqueline Durran - Les Misérables – Paco Delgado - Lincoln – Joanna Johnston - Mirror Mirror – Eiko Ishioka - Snow White and the Huntsman – Colleen Atwood |
| Best Film Editing - Argo – William Goldenberg - Life of Pi – Tim Squyres - Lincoln – Michael Kahn - Silver Linings Playbook – Jay Cassidy and Crispin Struthers - Zero Dark Thirty – Dylan Tichenor and William Goldenberg | Best Visual Effects - Life of Pi – Bill Westenhofer, Guillaume Rocheron, Erik-Jan de Boer și Donald R. Elliott - The Hobbit: An Unexpected Journey – Joe Letteri, Eric Saindon, David Clayton și R. Christopher White - Marvel's The Avengers – Janek Sirrs, Jeff White, Guy Williams și Dan Sudick - Prometheus – Richard Stammers, Trevor Wood, Charley Henley și Martin Hill - Snow White and the Huntsman – Cedric Nicolas-Troyan, Philip Brennan, Neil Corbould și Michael Dawson                        |

## Filme cu mai multe premii și nominalizări
| Nominalizări | Film                              |
| ------------ | --------------------------------- |
| 12           | Lincoln                           |
| 11           | Life of Pi                        |
| 8            | Les Misérables                    |
| 8            | Silver Linings Playbook           |
| 7            | Argo                              |
| 5            | Amour                             |
| 5            | Django Unchained                  |
| 5            | Skyfall                           |
| 5            | Zero Dark Thirty                  |
| 4            | Anna Karenina                     |
| 4            | Beasts of the Southern Wild       |
| 3            | The Hobbit: An Unexpected Journey |
| 3            | The Master                        |
| 2            | Flight                            |
| 2            | Snow White and the Huntsman       |

| Premii | Film             |
| ------ | ---------------- |
| 4      | Life of Pi       |
| 3      | Argo             |
| 3      | Les Misérables   |
| 2      | Django Unchained |
| 2      | Lincoln          |
| 2      | Skyfall          |